# Ejal Eizenberg
Ejal Eizenberg (hebrejsky: איל איזנברג, narozen 1963) je generálmajor Velitelství domácí fronty izraelské armády.

## Biografie
Narodil se v mošavu Kfar Bialik na severu Izraele a v roce 1981 nastoupil jako kadet do izraelského vojenského letectva. Výcvik však nedokončil a přešel do speciální jednotky Sajeret Šaldag, kde se stal velitelem roty. Poté se přesunul do brigády Giv'ati, kde se stal velitelem komanda Samsonovy lišky, později pak i velitelem praporu.
Během války v Perském zálivu byl v roce 1991 součástí elitního týmu umístěného poblíž atomového centra Dimona.
Po návratu do jednotky Sajeret Šaldag byl v letech 1996 až 1999 jejím velitelem. Po povýšení na plukovníka Lebanon Liaison Unit byl v roce 2000 převelen z Izraele do Libanonu. Následně velel výsadkářské brigádě a nakonec se vrátil do brigády Giv'ati, kde působil v letech 2003 až 2005. Během operace Dny pokání vedl brigádu, a podle organizace Human Rights Watch, byl jedním z klíčových izraelských činitelů v pásmu Gazy během operace Duha v květnu 2004. V listopadu 2005 převzal velení 98. výsadkářské divize a vedl ji v průběhu druhé libanonské války v roce 2006. Ačkoli byl po válce za výkon své divize kritizován Winogradovou komisí, byl pouze jedním ze čtyř divizních velitelů, kteří po účasti ve válce nadále pokračovali ve službě v armádě. Jeho jmenování velitelem divize v Gaze bylo ostře kritizováno vzhledem k vnímanému selhání divize pod jeho velením během libanonské války. Dne 19. listopadu 2008 nahradil Moše Tamira
 v pozici velitele divize Gaza, avšak předání velení bylo odloženo kvůli nárůstu napětí v Pásmu Gazy.
2. února 2010 byl pokárán za povolení dělostřeleckého útoku, které postihlo objekt OSN v Tel al-Hawa na jihu Pásma Gazy. Při útoku 15. ledna 2009 byla jednotka zasažena bílým fosforem. Izraelská armáda nesdělila podobu disciplinárního trestu, Eizenberg však byl obviněn z „překročení své moci, a to způsobem, jež ohrožuje životy ostatních“ za ostřelování Tel al-Hawa během izraelské operace Lité olovo.
15. června 2011 byl Eizenberg jmenován šéfem Velitelství domácí fronty.
V průběhu výcviku dokončil vzdělání na Telavivské univerzitě, kde získal titul MBA. Se ženou a třemi dětmi žije v mošavu ve středu Izraele.